# Ramipril
Ramipril (poznat pod trgovačkim nazivima Tritace®, Altace® i Delix®, te kao Tritace comp® u kombinaciji s hidroklorotiazidom) je ACE inhibitor koji sadržava dikarboksilatnu skupinu. U jetri se metabolizira u ramiprilat, djelatni metabolit ramipril. On je snažan inhibitor enzima angiotenzin konvertaze duga djelovanja. 

## Primjena
Uporaba ramiprila uzrokuje širenje krvnih žila i, posebice u bolesnika s visokim krvnim tlakom, sniženje krvnog tlaka. Učinak jedne doze lijeka na sniženje krvnog tlaka razvidan je za sat-dva nakon uzimanja, dok je najizraženiji za tri do šest sati. Učinak jedne doze uobičajeno traje 24 sata.
Ramipril je također djelotvoran u liječenju kongestivnog zatajenja srca. U bolesnika u kojih su se nakon akutnog infarkta miokarda pojavili znaci kongestivnog zatajenja srca, ramipril je smanjio rizik od smrti (uključujući i naglu smrt, rizik od progresije teške/rezistentne srčane slabosti te stoga potrebu za odlazak u bolnicu).
U bolesnika s nedijabetičkom ili izraženom dijabetičkom nefropatijom, ramipril smanjuje stupanj napredovanja bubrežnog zatajenja i razvoj krajnjeg bubrežnog oštećenja te potrebu za dijalizom ili bubrežnom transplantacijom. U bolesnika s nedijabetičkom ili početnom dijabetičkom nefropatijom, ramipril smanjuje stupanj izlučivanja albumina.
U preventivnoj primjeni ramipril značajno smanjuje pojavu infarkta miokarda, moždane kapi ili smrti zbog kardiovaskularnih poremećaja u bolesnika s povećanim kardiovaskularnim rizikom zbog srčanih i žilnih bolesti (kao što su izražena koronarna bolest srca, moždana kap u anamnezi ili periferne vaskularne bolesti) ili dijabetesa melitusa povezanog s još najmanje jednim dodatnim faktorom rizika (mikroalbuminurija, hipertenzija, povišene vrijednosti ukupnog kolesterola, niske razine kolesterola velike gustoće, pušenje). Nadalje, ramipril reducira ukupnu smrtnost kao i potrebu za revaskularizacijom te odgađa početak i napredovanje kongestivnog zatajenja srca.
U dijabetičkih i nedijabetičkih bolesnika značajno smanjuje pojavu mikroalbuminurije te rizik od razvoja nefropatije. Ti se učinci pojavljuju u pacijenata s povećanim ili normalnim krvnim tlakom. Stoga se ramipril koristi u liječenju hipertenzije, kongestivnog zatajenja srca, liječenja bolesnika koji u prvih nekoliko dana nakon infarkta miokarda pokazuju kliničke znake kongestivne zatajenja srca, kod izražene nedijabetička i dijabetička nefropatija te glomerularne nefropatije. 
Nadalje, ramipril se koristi u prevenciji infarkta miokarda, moždane kapi ili kardiovaskularne smrti, pogotovo u dijabetičkih bolesnika. Definirana dnevna doza ramiprila iznosi 2,5 mg, ali se kreće u rasponu od 1,25 pa do 10 mg. 

## Neželjeni učinci
Ramipril se ne smije uzimati tijekom trudnoće. Ramipril ne smiju uzimati bolesnici s anamnezom angioneurotskog edema, pri suženju bubrežne arterije, bilateralne ili unilateralne u jedinom bubregu, bolesnici s niskim krvnim tlakom ili nestabilnom cirkulacijom. Također, ne smiju ga uzimati pacijenti koji su na dijalizi s visoko protočnim membranama (npr. poliakrilonitrilne membrane).
Pri liječenju ramiprilom potreban je oprez u pacijenata s hiperstimuliranim reninsko-angiotenzinskim sustavom valja liječiti s osobitim oprezom. Stoga na početku liječenja ramiprilom valja često mjeriti krvni tlak sve dok se akutni pad krvnog tlaka više ne očekuje. Također oprez je potreban u bolesnika s teškom i posebice s malignom hipertenzijom sa srčanom insuficijencijom, kod teškog zatajenja srca, s izraženim smanjenjem protoka krvi u lijevoj klijetki, s izraženim smanjenjem protoka krvi bubrežne arterije te u bolesnika u kojih već postoji ili tek može nastati nedostatak vode ili soli, u bolesnika s teškom cirozom jetre s prisutnim edemima i/ili ascitesom. Češće mjerenje serumskog kalija potrebno je u bolesnika s oštećenom bubrežnom funkcijom. Zbog moguće redukcije bijelih krvnih stanica (leukopenije) valja nadzirati krvnu sliku.
Od nuspojava mogu se javiti prekomjerni pad krvnog tlaka, glavobolje, poremećaja ravnoteže, ubrzanog rada srca (tahikardije), slabosti, pospanosti, svjetlucanja pred očima ili oslabljenih reakcija. Često se pojavljuje suh (neproduktivni) nadražajni kašalj, mučnina, porast jetrenih enzima i/ili serumskog bilirubina te žutica zbog smanjenog izlučivanja žučnog pigmenta (kolestatska žutica).